# František Vítů
František Vítů (9. července 1944, Kamenice nad Lipou - 24. dubna 2019, Jihlava) byl český fotbalista, obránce. Ligovým fotbalistou byl i jeho bratr Miroslav Vítů.

## Fotbalová kariéra
V československé lize hrál za TJ Sklo Union Teplice. Nastoupil ve 170 ligových utkáních a dal 3 góly. Finalista Českého poháru 1972/73.

## Ligová bilance
| Ročník                                   | Zápasy | Góly | Klub                  |
| ---------------------------------------- | ------ | ---- | --------------------- |
| 1. československá fotbalová liga 1967/68 | 13     | 3    | TJ Sklo Union Teplice |
| 1. československá fotbalová liga 1968/69 | 16     | 0    | TJ Sklo Union Teplice |
| 1. československá fotbalová liga 1969/70 | 28     | 0    | TJ Sklo Union Teplice |
| 1. československá fotbalová liga 1970/71 | 29     | 0    | TJ Sklo Union Teplice |
| 1. československá fotbalová liga 1971/72 | 16     | 0    | TJ Sklo Union Teplice |
| 1. československá fotbalová liga 1972/73 | 29     | 0    | TJ Sklo Union Teplice |
| 1. československá fotbalová liga 1973/74 | 26     | 0    | TJ Sklo Union Teplice |
| 1. československá fotbalová liga 1974/75 | 13     | 0    | TJ Sklo Union Teplice |
| CELKEM                                   | 170    | 3    |                       |